# BitLog
BitLog（ビットログ）は、レンタル形式のブログサービス。2022年時点での稼働状況は不明。

## 概要
ファイル容量制限が無く、商用利用、アフィリエイトの掲載が可能（アフィリエイトのみの掲載は不可）。サービスは無料。テンプレートのカスタマイズはできない。デザインは、予め用意されたものから選べる。
エンジンには、しょぼしょぼ日記システムが用いられている。
以下の特徴を備えている。
- URLを静的に見せるFancyURL機能
- モブログ
- CAPTCHA画像によるspam対策コメント欄